# Stadion Energetyka w Poznaniu
Stadion Energetyka w Poznaniu (początkowo nazywany Areną PeWuKi) – dawny stadion sportowy z bieżnią lekkoatletyczną, zlokalizowany przy ul. Władysława Reymonta obok parku Jana Kasprowicza, niedaleko hali widowiskowo-sportowej Arena, na terenie jednostki pomocniczej miasta Osiedle Św. Łazarz w Poznaniu. Obecnie zdewastowany, przeznaczony do likwidacji.

## Historia
Powstał w 1929 roku na Powszechną Wystawę Krajową. Posiadał krytą trybunę mieszczącą 4000 widzów.
W czasie II wojny światowej mieścił się tutaj obóz pracy dla Żydów. Po wojnie ze stadionu korzystali m.in. piłkarze KS Energetyk i Poznaniaka Poznań, mecze rozgrywali tu również rugbiści Polonii i Posnanii, a także organizowano międzynarodowe mecze rugby.
8 kwietnia 2010 roku drewniana trybuna stadionu została podpalona i spłonęła w pożarze.
Stadion Energetyka jest wpisany do rejestru zabytków w ramach zespołu urbanistyczno-architektonicznego dzielnic XIX-wiecznego Poznania pod nr. A 239 z dnia 6 października 1982 roku.